# Paluan
Paluan (Bayan ng Paluan) är en kommun i Filippinerna. Kommunen ligger på ön Mindoro, och tillhör provinsen Occidental Mindoro. Folkmängden uppgår till 12 023 invånare.
Paluan är indelat i 12 barangayer.